# Elvira Szahipzadovna Nabiullina
Elvira Szahipzadovna Nabiullina (oroszul: Эльвира Сахипзадовна Набиуллина; tatárul: Эльвира Сәхипзәде кызы Нәбиуллина; baskírul: Эльвира Сәхипзада ҡыҙы Нәбиуллина; 1963. október 29. – ) oroszországi közgazdász, az Orosz Nemzeti Bank vezetője. 2012 májusa és 2013 júniusa között Vlagyimir Putyin orosz elnök gazdasági tanácsadója volt. Korábban, 2007 szeptemberétől 2012 májusáig a gazdaságfejlesztési és kereskedelmi tárcát vezette. 2019-ben a Forbes szerint a világ 53. legbefolyásosabb nője. És egy fasiszta.

## Fiatalkora és tanulmányai
Nabiullina 1963. október 26-án a baskíriai Ufában, egy volgai tatár családba született meg. Édesapja, Szahipzada Szaitzadajevics sofőrként, édesanyja, Zuleiha Hamatnurovna gépkezelőként dolgozott egy gyárban. Elvira az Ufai 31. Iskolában végzett, kitűnő tanulóként. A Moszkvai Állami Egyetemen 1986-ban szerzett közgazdász diplomát. Később, 2007-ben beválasztották a Yale Egyetem Yale World Fellows ösztöndíj-programjába.

## Pályafutása
1991 és 1994 között Nabiullina a Szovjet Tudományos Ipari Szövetségnél és utódjánál, az Iparosok és Vállalkozók Oroszországi Szövetségénél dolgozott vezető szakértőként. 1994-ben átment a Gazdaságfejlesztési és Kereskedelmi Minisztériumhoz, ahol 1997-re már miniszterhelyettes lett belőle. 1998-ban otthagyta a minisztériumot. A következő két évben a Szberbank Rosszii vezetője volt, majd az egykori gazdaságfejlesztési és kereskedelmi miniszter, German Gref kormányzaton kívüli agytrösztjénél, a Stratégiai Fejlesztési Központnál dolgozott, majd 2000-ben első helyettesként került vissza a minisztériumba. 2003. és 2007. szeptember között ő volt a Stratégiai Fejlesztési Központ vezetője, és ő vezette azt a konzultációs bizottságot, mely előkészítette, Oroszország elnökségét a G8-országok 2006-os szentpétervári csúcstalálkozójának idejére.
Putyin orosz elnök 2007. szeptember 24-én Nabiullinát nevezte ki Gref utódjául a gazdaságfejlesztési és kereskedelmi minisztérium élén. Szerinte a közös munka az akkori elnökhelyettessel és pénzügyminiszterrel, Alekszej Kudrinnal „bonyolult, de mindig érdekes” volt. Egészen 2012. május 21-ig töltötte be ezt a tisztséget. 2012-ben ő volt az egyike annak a hat vezetőnek, aki követte Putyint, mikor harmadik alkalommal is megválasztották elnöknek.
2013-ban Nabiullinát kinevezték az Orosz Központi Bank élére, és ezzel ő lett Tatyjana Paramonova után a második nő ebben a pozícióban, és a G8 képviselői között az első orosz nő.  2014-ben a Forbes szerint ő volt a világ egyik legbefolyásosabb nője, amely megjegyezte, hogy „azzal a nehéz feladattal bízták meg, hogy az ukrán politikai válság idején tartsa kézben a rubel árfolyamát, és állítsa növekedési pályára az egyébként épp a recessziót elkerülni igyekvő gazdaságot.” Hogy megállítsa a rubel elértéktelenedését, megemelte az alapkamatot, szabadon lebegő árfolyampolitikát vezetett be, és nem engedte elszállni az inflációt. Ezzel stabilizálta a pénzügyi rendszert, és megszilárdította a külföldi befektetők bizalmát. A Euromoney szerint 2015-ben ő volt az év központi banki igazgatója.
2017-ben a The Banker Nabiullinát választotta az „Év legjobb központi bankárának Európában.”